# Tyrrhenus Mons
Il Tyrrhenus Mons è una struttura geologica della superficie di Marte.